# 전하린
{{방송인 정보
| 이름 = 전하린
| 그림 = 
| 본명 = 
| 출생일 = 1995년 4월 19일(30세)
| 출생지 = 서울특별시
| 국적 = 대한민국
| 키 = 172cm
| 별명 = 
| 학력 = 세종대학교 영화예술학과
| 직업 = 기상캐스터
| 소속 = OBS 기상캐스터
| 웹사이트 = 인스타그램
전하린(1995년 4월 19일 ~ )은 대한민국의 기상캐스터이다.

## 학력
- 세종대학교 영화예술학과